# Kulturen von Abealzu-Filigosa

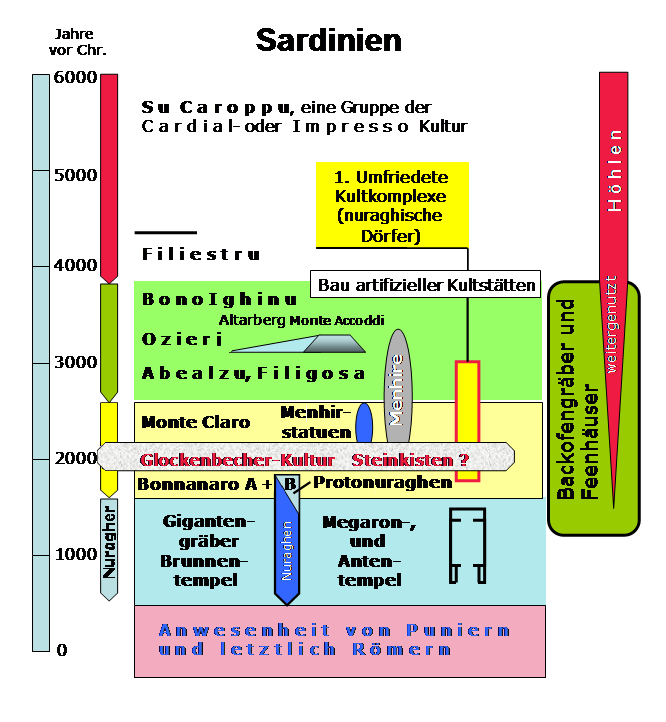
Kulturenfolge

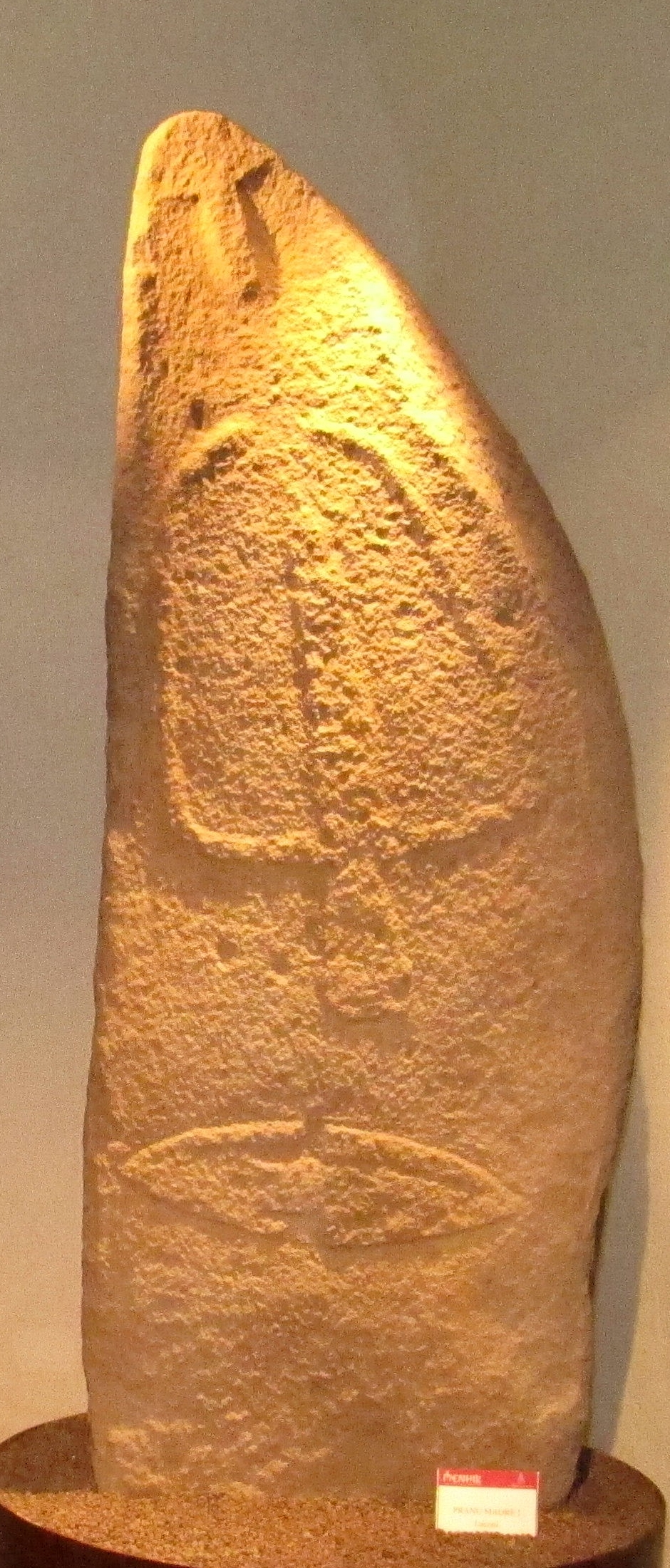
Statuenmenhir

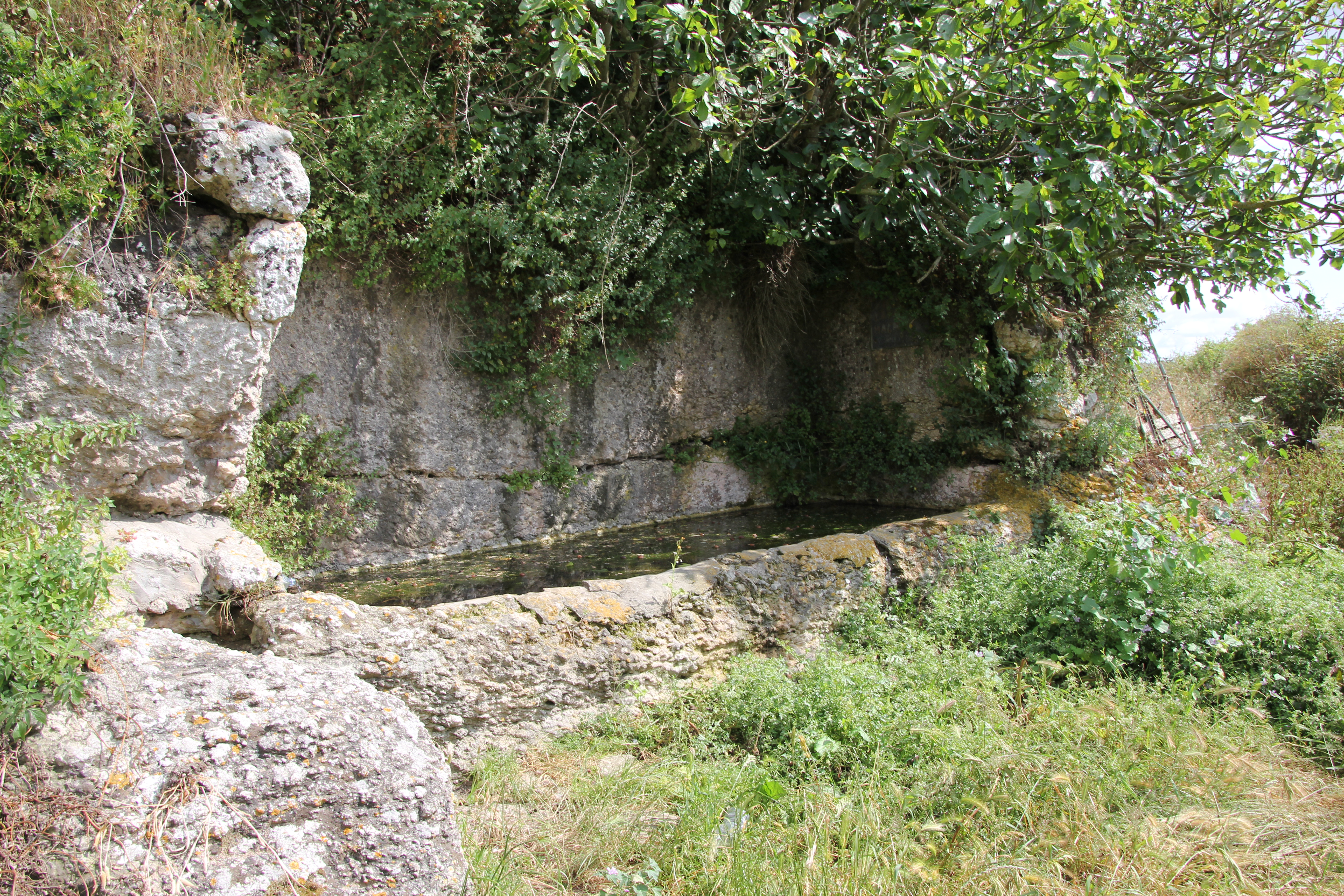
Brunnen von Abealzu

Die Kulturen von Abealzu-Filigosa sind kurze, parallele Erscheinungen am Beginn der sardischen Kupferzeit (2700 – 2.400 v. Chr.), die im Wesentlichen die steinzeitliche Ozieri-Kultur fortsetzen und heute gemeinsam als deren späte Stufen, als Epi-Ozieri angesehen werden. 
- die Abealzukultur hat ihren Namen von einem Ort bei Macomer (NU) und ist mehr auf den Süden der Insel (Sardegna meridionale) konzentriert.
- Die Filigosakultur (nicht zu verwechseln mit der namensgleichen Nekropole bei Macomer) hat ihren Namen von einem Ort bei Osilo Provinz Sassari (SS) und ist im nördlichen Teil Sardiniens (Sardegna settentrionale) verbreitet.
- Diesen Kulturen folgt die Monte-Claro-Kultur.

Der wichtigste Unterschied zwischen den heute als Einheit verstandenen Kulturen liegt in der Verzierung ihrer Keramik. 
Die Vasen des Abealzutyps haben weibliche Attribute (Brüste) als Verzierung. In den Siedlungen wurden weibliche Figuren aus Marmor (Idoli a trafono) gefunden deren Arme (in adorierender Position) erhoben sind (Nuraminis-Villagreca, Serra Cannigas (bei Cagliari), Sos Laccheddos). Derartig gestaltete Abbildungen zeigen auch die Domus de Janas von Sas Concas. Der Kultur werden auch Aufrichtung von Menhiren und die Herstellung der ersten proto-anthropomorphen Statuenmenhire im Sarcidano (Laconi) zugeschrieben.
Die kleinen, zumeist als Grabbeigaben gefundenen Vasen der Filigosakultur haben einfache Verzierungen oder sind unverziert. Daneben findet man Ketten mit Tonelementen, Knochengerät, den Muschelgebrauch, Pfeilspitzen aus Obsidian und Webgewichte. Der Kultur wird die Beteiligung an Umbau und Nutzung des Monte d’Accoddi zugeschrieben.
Die Nutzung von Metall in diese Periode zeigen Utensilien aus Kupfer (Dolche) und Silber sowie die ersten Legierungen an. Die Kulturen errichteten auch die Galeriegräber von Corte Noa und Masone Perdu schufen Statuenmenhire und nutzten Domus de Janas.